# Bootle
Bootle é uma cidade localizada no Borough Metropolitano de Sefton, Inglaterra, extremamente próxima da Liverpool, pegando certa parte do famoso porto da cidade inglesa.
Terra natal de Jamie Carragher, ex-jogador do Liverpool Football Club. Sua economia é quase completamente baseada na atividade portuária.
A população da cidade no censo de 2001 é de 77,640 habitantes.